# Gran príncipe
El título de gran príncipe (en latín: magnus princeps; en ruso y ucraniano: великий князь; en serbio: veliki župan; en checo: velkokníže; en polaco: wielki książę; en alemán: Großfürst, en finés: suuriruhtinas; en danés: storfyrste; en sueco: storfurste; en lituano: didysis kunigaikštis; en húngaro: nagyfejedelem) es el que está justo debajo del de emperador o zar, pero es de mayor rango el de que príncipe.
La historia del título varía según el reino, imperio o región, pero se emplea sobre todo en países con idiomas de la familia eslava, así como en los de que se habla alemán, neerlandés y las lenguas escandinavas, para referirse a un príncipe que reina sobre un territorio, y no un príncipe que tiene el título solo por ser hijo del monarca.
El título de gran príncipe se usó en la Rus de Kiev (véase Anexo:Gran príncipe de la Rus de Kiev) y, tras su caída, en el Principado de Moscú. Iván III de Rusia fue el primero en adoptar el título de «gran príncipe de toda Rus» (véase Anexo:Zares de Rusia). A partir de 1547, cuando Iván el Terrible se coronó como el primer zar, el título de gran príncipe dejó de sostener una función administrativa y desde ese momento es visto solamente como título con prestigio social.
Fue el título de los señores de la Serbia medieval entre los siglos XI y XII. En el año 1217, Esteban I Nemanjić fue coronado rey y arrumbó el título de gran príncipe (en serbio: veliki župan), aunque todavía no desapareció por completo.